# Тімо Шайдер

Тімо Шайдер(нім. Timo Scheider) — німецький гонщик, народився 10 листопада 1978 року у м. Ланштайн (земля Рейнланд-Пфальц). 26 жовтня 2008 року разом із командою Audi виграв Німецьку кузовну серію — DTM.

## Початок кар'єри
Шайдер почав свою кар'єру в автоспорті в 1989 році з виступів у картингу, де він виступав до 1994 року. В 1994 році він виграв німецький молодший чемпіонат з картингу.  
У 1995 році він перейшов в Формульні гонки. Він дебютував у німецькій Формулі Renault 1800 і відразу ж виграв чемпіонат. У 1997 році переходить у Формулу 3 і за підсумками сезону посідає друге місце - він виграв три гонки і неодноразово фінішував на подіумі. У наступному сезоні він виграв ще три гонки, але завершив сезон тільки на сьомому місці. Шайдер завершив свій третій рік в 1999 році в німецькому чемпіонаті Формули 3 на шостому місці в загальному заліку. 

## DTM (2000–2004)
У 2000 році Тімо Шайдер приходить в ДТМ, він виступає за команду Хольцер, яка була представлена автомобілями Opel. Найкращим результатом протягом сезону 2000 року було два четвертих місця на першому етапі на Хоккенхаймрингу, а закінчив свій дебютний сезон в чемпіонаті він на дванадцятому місці. Сезон 2001 року склався невдало і Шайдер зайняв лише 19-е місце із 7 балами.
У 2002 результат покращився - Шайдер зайняв восьме місце в чемпіонаті. 
У 2003 він переходить в команду Фенікс, яка також виступала на автомобілях Опель, і він ще раз закінчив сезон на восьмому місці в загальному заліку. В Зандфорті, він виграв свій перший поул в DTM. Також він виграв у 24-годинній гонці Нюрбургринга, за кермом Опеля. У 2004 році Шайдер повернувся в команду Хольцер. В третій рік поспіль, він закінчив на восьмому місці в загальному заліку, хоча цього року його результат був найкращим серед пілотів Опель. 

## FIA GT та A1GP (2005–2006)
У 2005 Шайдер залишає ДТМ і бере участь у чемпіонаті FIA GT  на Maserati MC12 команди Vitaphone Racing Team. Партнером по команді став Майкл Бартельс, який також раніше виступав у ДТМ. Протягом чемпіонату вони виграли дві гонки - 24-годинну гонку в Спа-Франкоршам, а також гонку в Істанбул Парк, і зайняли друге місце в загальному заліку. Взимку 2005/06 Шайдер виступає в A1 Grand Prix - міжнародній формульній серії, де він виступає в складі німецької команди разом з Адріаном Сутілом і Себастьяном Сталом. Найкращий результат він досяг у гонці в Лагуна Сека, яку він закінчив на другому місці.

## DTM (2006–2011)
У 2006 році Шайдер повертається в DTM, цього разу у команду Росберг, яка надала йому автомобіль Audi торішньої модифікації. Він набрав 12 балів і завершив сезон на десятому місці в заліку, в той час як його напарник по команді Франк Штиплер - лише на чотирнадцятому. У 2007 році Шайдер перейшов в команду Abt Sportsline і тепер він виступав уже на новій Audi A4 DTM. Він фінішував четвертим в три рази, а потім у фіналі сезону в Хоккенхаймі навіть на другому місці - це був його перший подіум в DTM. Сезон 2007 він закінчив на сьомому місці. В наступному, 2008 році Шайдер продовжив виступати на новій Audi A4 DTM і вже у другій гонці в Ошерслебені Шайдер завоював першу перемогу в DTM у своїй кар'єрі. В цьому сезоні він вісім разів побував на подіумі, набравши 75 балів, за підсумками сезону став чемпіоном ДТМ 2008 року.
У сезоні 2009 року, Шайдер зміг захистити свій титул DTM. Він шість разів фінішував на подіумі, вигравши дві гонки. Один раз на етапі в Зандфорті його дискваліфікували через нестачу палива в баку автомобіля після гонки. На кінець сезону він заробив 64 бали, яких вистачило для чергового титулу. Він був другим пілотом в історії DTM після Бернда Шнайдера, який захистив свій титул. Крім того, тричі поспіль чемпіонат виграв пілот команди Abt Sportsline Audi. В історії DTM жодна команда до цього не досягла такого результату.
У 2010 Шайдер залишився у Abt Sportsline. У перших п'яти гонках він приходив в очках, але на подіум зміг піднятися лише на шостому етапі в Зандфорті. Як найкращий водій Audi, він закінчив сезон на четвертому місці. Крім того, він дебютував у 2010 році на 24-годинній гонці в Ле-Мані в Porsche 997 GT3 RSR, за команду BMS Scuderia Italia. 
У 2011 році - п'ятий сезон за команду Abt Sportsline. З найкращим результатом - друге місце в Лаузіцрингу він закінчив рік на четвертому місці в загальному заліку.